# تپه ایده‌لیق
تپه ایده لیق مربوط به سدهٔ ۶ تا ۸ ه‍.ق است و در شهرستان کلیبر، بخش مرکزی، دهستان پیغان‌چایی، روستای پیغان واقع شده و این اثر در تاریخ ۲۷ بهمن ۱۳۸۷ با شمارهٔ ثبت ۲۴۵۰۳ به‌عنوان یکی از آثار ملی ایران به ثبت رسیده‌است.